# Gà huli-huli
Gà Huli-huli là một món gà nướng trong ẩm thực Hawaii, được chế biến bằng cách nướng một con gà trên gỗ mesquite và phết nước sốt huli-huli ngọt lên.

## Lịch sử
Năm 1954, Ernest Morgado, một sĩ quan tình báo hải quân trong Thế chiến thứ hai, và Mike Asagi, một nông dân nuôi gà, đã thành lập Công ty Gia cầm Thái Bình Dương ở 'Ewa, Hawaii. Vào năm sau, tại một cuộc họp nông dân, Morgado và Asagi lần đầu tiên nướng thịt gà với nước sốt teriyaki dựa trên công thức của mẹ Morgado. Sau khi nhận ra sự nổi tiếng của món ăn, Morgado bắt đầu nấu gà huli-huli tại các buổi gây quỹ. Hàng triệu đô la đã được quyên góp trong những năm qua cho các tổ chức từ thiện bằng cách bán gà huli-huli, theo lời con trai riêng của vợ Morgado. Những cuộc gây quỹ tại các nhà thờ và trường học bán gà huli-huli đã trở nên phổ biến ở Hawaii trong nhiều năm liền.
Huli là một từ trong Hawaii, có nghĩa là "quay". Loại đồ ăn này ban đầu được chế biến trên chiếc vỉ nướng với một cái xiên, sau đó người xem la lên "Huli" khi gà cần được quay, nấu và phết nước sốt mặt còn lại. Có lẽ đây là nguồn gốc của tên loại đồ ăn này. Morgado, thông qua Công ty Gia cầm Thái Bình Dương, đã đăng ký nhãn hiệu "huli-huli" vào năm 1967.
Morgado trở nên nổi tiếng nhờ công thức làm gà huli-huli của mình. Ông phục vụ trong Hội đồng Nông nghiệp Hawaii, được bổ nhiệm làm phó lãnh sự danh dự ở Bồ Đào Nha, đồng thời Phòng Thương mại Bồ Đào Nha Honolulu đã trao tặng "Cúp Hội đồng" cho ông vào năm 1981. Sau đó, từ năm 1986, Morgado bắt đầu đóng chai và bán nước sốt huli-huli tại các cửa hàng.
Ngày nay, người ta có thể thấy gà huli-huli ở khắp mọi nơi trên tiểu bang Hawaii, trong các nhà hàng, quầy ven đường hay siêu thị mini. Tại nhiều địa điểm, gà được nấu chín trên kệ và bán đi.

## Chế biến

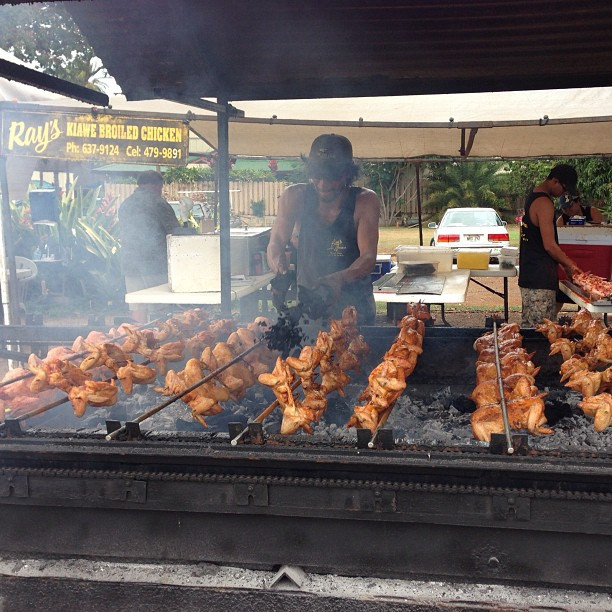
Quay gà huli-huli en trên lò quay ngoài trời

Morgado chưa bao giờ tiết lộ công thức nước sốt huli-huli của mình, mặc dù các đầu bếp khác đã làm ra những công thức có mùi vị gần như tương tự.
Hầu hết các công thức quay gà đều sử dụng men hoặc nước sốt cùng với các thành phần bao gồm nước dứa, tương cà, xì dầu, mật ong hoặc đường nâu, dầu mè, gừng và tỏi. Một số công thức cũng có thể cho thêm nước chanh, sốt Worcestershire, Sriracha  hoặc ớt đỏ, rượu gạo  hay giấm sherry, nước luộc gà, rượu vang trắng và mù tạt. Ngoài ra, vài cách chế biến khác thì bắt buộc phải ngâm gà trong dung dịch muối kosher, đường, lá nguyệt quế, tỏi, dầu mè, hoặc cỏ xạ hương, trước khi ướp nước sốt.
Gà có thể được nướng trên một cái vỉ sắt hoặc nướng theo phương pháp rô ti. Trong khi chế biến, nó thường xuyên được tráng men, và quay đi quay lại ("huli-ed"). Theo truyền thống, dăm gỗ Mesquite (kiawe) được sử dụng để tăng thêm hương vị khói cho món ăn.